# یادداشت‌های یک زن خانه‌دار
یادداشت‌های یک زن خانه‌دار یک مجموعه تلویزیونی محصول سال ۱۳۹۴ است به کارگردانی مسعود کرامتی که از شبکه ۵ پخش شد. این مجموعه در ۴۵ قسمت ۳۵ دقیقه‌ای تهیه شده.

## دربارهٔ سریال
این مجموعه دربارهٔ چند خانواده در یک ساختمان است که نسبت‌های نزدیکی با یکدیگر دارند و زوج اصلی خانواده که شقایق دهقان (در نقش شیوا) و امیررضا دلاوری (در نقش دکتر فرزاد هاتف) هستند بار اصلی قصه را به دوش دارند. دهقان نقش زنی را دارد که داستان‌های روزانه خود را در وبلاگش می‌نویسد و مردم برایش نظر می‌گذارند و به این شکل نوعی تعامل شکل می‌گیرد.

## بازیگران
اصلی
| بازیگر          | نقش    | توضیحات                            |
| --------------- | ------ | ---------------------------------- |
| شقایق دهقان     | شیوا   | همسر فرزاد، خانه‌دار و دارنده وبلاگ |
| امیررضا دلاوری  | فرزاد  | همسر شیوا، پزشک                    |
| فریبا جدی‌کار    | تهمینه | مادر شیوا، شادی و شهرام            |
| فلامک جنیدی     | عمه    | عمه شیوا، شادی و شهرام             |
| محمود بهروزیان  | مسعود  | پدر شیوا، شادی و شهرام             |
| علی عامل هاشمی  | شهرام  | برادر شیوا و شادی                  |
| مونا غمخوار     | شادی   | خواهر شیوا و شهرام                 |
| پارسیا شکوری    | مازیار | پسر شهرام                          |
| نعیم شیخ محبوبی | نیما   | پسر شیوا و فرزاد                   |
| فاطیما حاجتی    | سارا   | دختر شیوا و فرزاد                  |
| کاظم سیاحی      | فاضل   | همسر لیلی، پسردایی فرزاد           |
| فرناز رهنما     | لیلی   | همسر فاضل                          |

مهمان
- امیرحسین رستمی[۱] (آقای ایکس)
- بیوک میرزایی
- حشمت آرمیده[۱]
- مهشاد مخبری (کیمیا، دخترعموی شیوا)

و...